# Карл Герман Франк
Карл Герман Франк (нім. Karl Hermann Frank) — німецький політик, діяч нацистської Судетської партії, один з керівників окупаційного режиму в Богемії і Моравії, обергрупенфюрер СС, генерал військ СС і поліції.

## Життєпис
Народився 24 січня 1898 року в Карлсбаді в сім'ї вчителя. Вивчав право в Празькому університеті, проте в кінці Першої світової війни був рекрутований в Австро-Угорську армію, брав участь у Першій світовій війні.
Після війни працює бухгалтером. У той же час бере активну участь в діяльності правобічних судетських організацій. Маючи вкрай радикальні погляди і будучи рішучим прихильником приєднання Судетської області до Німеччини, в 1919 приєднується до Судетської націонал-соціалістичної робітничої партії (DNSAP) і відкриває книжковий магазин, який проіснував аж до 1933 року, в якому поширює пропагандистську нацистську літературу. Після того, як партія була пригнічена Чехословацьким урядом, починає активну співпрацю з абвером і СД і допомагає в організації Німецького патріотичного фронту в 1933, яка в 1935 стала Судетською нацистською партією (СДП). З 1933 — голова пропаганди Судетської нацистської партії. З 1935 — депутат Празького парламенту. 1 жовтня 1938 організував мітинг в Остраві, місті, який вважався оплотом комуністів. Мітинг закінчився сутичкою з поліцією, під час якої був побитий депутат від Судетської німецької партії, що стало одним із приводів втручання Німеччини в справи Чехословаччини.
Після приєднання Чехословаччини до Німеччини жовтні 1938 отримує посаду заступника гауляйтера Судетської області. Завдяки своїй активній діяльності звертає на себе увагу Генріха Гіммлера, який призначає Франка бригаденфюрером СС в листопада 1938 (квиток № 310 466). Член НСДАП (квиток № 6 600 002).
З 19 березня 1939 статс-секретар Імперського Протекторату Богемії і Моравії під керівництвом імперського протектора Костянтина фон Нейрата. У квітні 1939 обраний депутатом Рейхстагу. З 28 квітня 1939 вищий керівник СС і поліції в Празі. 9 листопада 1939 став группенфюрером СС і генерал-лейтенантом поліції.
Незважаючи на те, що протектором Богемії і Моравії був фон Нейрат, фактична влада перебувала в руках Карла Германа Франка. Він брав участь в розробці і здійсненні плану знищення чеських дисидентів і арешту Прем'єр-міністра Богемії і Моравії Алоїса Еліаша. Багато в чому завдяки діяльності Франка по дискредитації фон Нейрата, у вересні 1941 року він був відсторонений від посади. Місце заступника (виконуючого обов'язки) протектора Богемії і Моравії зайняв Рейнхард Гейдріх. Спочатку відносини Франка і Гейдріха були досить напруженими, але згодом вони подолали розбіжності заради ефективності спільної діяльності в протекторат.
Після замаху на Гейдріха 27 травня 1942 року, Франк керує операцією відплати: під його керівництвом були знищені чеські села Лідице і Лежаки, страчено 1357 і заарештовано 3188 осіб. Місце імперського протектора отримує Курт Далюге. Франк зосереджує в своїх руках ще більше влади і до моменту призначення Вільгельма Фріка Протектором Богемії і Моравії стає найвпливовішим політиком на території протекторату. У червні 1943 отримує посаду обергрупенфюрера СС, а в серпні 1943 стає державним міністром у справах імперського Протекторату Богемії і Моравії. Влада в протектораті фактично належала Франку.
У березні 1945 року влада Франка поступово починає слабшати. В кінці квітня 1945 році він здійснив невдалу спробу передати владу маріонетковому уряду і оголосити про створення Чесько-Моравської республіки. З 30 квітня на 1 травня 1945 року, напередодні Празького повстання, Карл Герман Франк оголошує по радіо, що «втопить будь-яке повстання в морі крові». Однак пізніше, коли новина про вхід Радянських військ на територію Чехословаччини досягла Праги, люди вийшли на вулиці, щоб вітати переможців. Франк віддав наказ очистити вулиці і стріляти в кожного, хто відмовиться коритися.

### Арешт, суд і страта
9 травня 1945 року Франк був заарештований частинами 7-ї американської армії. 7 серпня 1945 був переданий чеській владі. У березні-квітні 1946 року звинувачений Чехословацьким надзвичайних народним судом у смерті 4000 чоловік (в тому числі — з сіл Лідіце і Лежаки), оголошений військовим злочинцем. 21 травня 1946 засуджений до смертної кари через повішення. Вирок був приведений у виконання 22 травня 1946 року на очах у 5000 присутніх. Похований в безіменній могилі в Празі.

## Звання
- Бригадефюрер СС (1 листопада 1938)
- Группенфюрер СС і генерал-лейтенант поліції (9 листопада 1939)
- Обергруппенфюрер СС, генерал військ СС і поліції (21 червня 1943)

## Нагороди[8]
- Спортивний знак Німецької федерації гімнастики
- Почесний кут старих бійців
- Золотий партійний знак НСДАП
- Кільце «Мертва голова»
- Почесна шпага рейхсфюрера СС
- Почесний знак Німецького Червоного Хреста 2-го ступеня
- Медаль «У пам'ять 13 березня 1938 року»
- Медаль «У пам'ять 1 жовтня 1938» із застібкою «Празький град»

### Друга світова війна
- Залізний хрест 2-го класу
- Нагрудний знак «За поранення» в чорному
- Золотий почесний знак Гітлер'югенду
- Хрест Воєнних заслуг 2-го і 1-го класу
- Хрест Воєнних заслуг 2-го і 1-го класу з мечами
- Медаль «За вислугу років в НСДАП» в бронзі, сріблі та золоті (25 років)
- Орден Хреста Перемоги 2-го або 1-го класу (Словаччина)
- Великий хрест ордена Словацького Хреста (березень 1943)
- Лицарський хрест Хреста Воєнних заслуг (1 травня 1945) — нагороджений Карлом Деніцом.

## Галерея

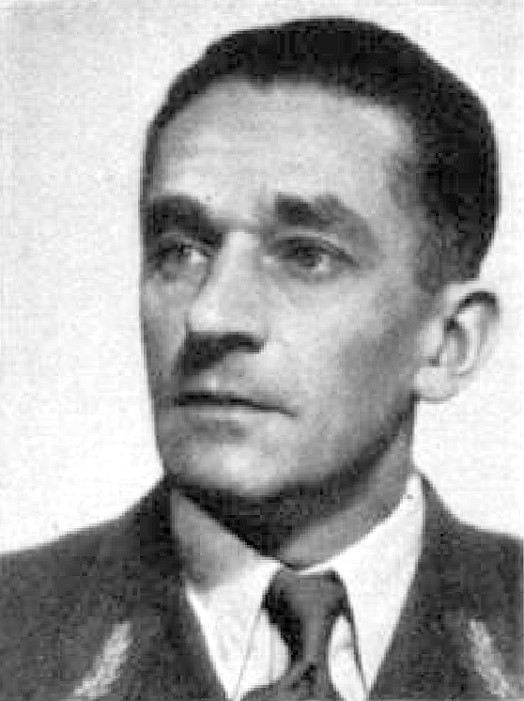
Франк в 1939 році.
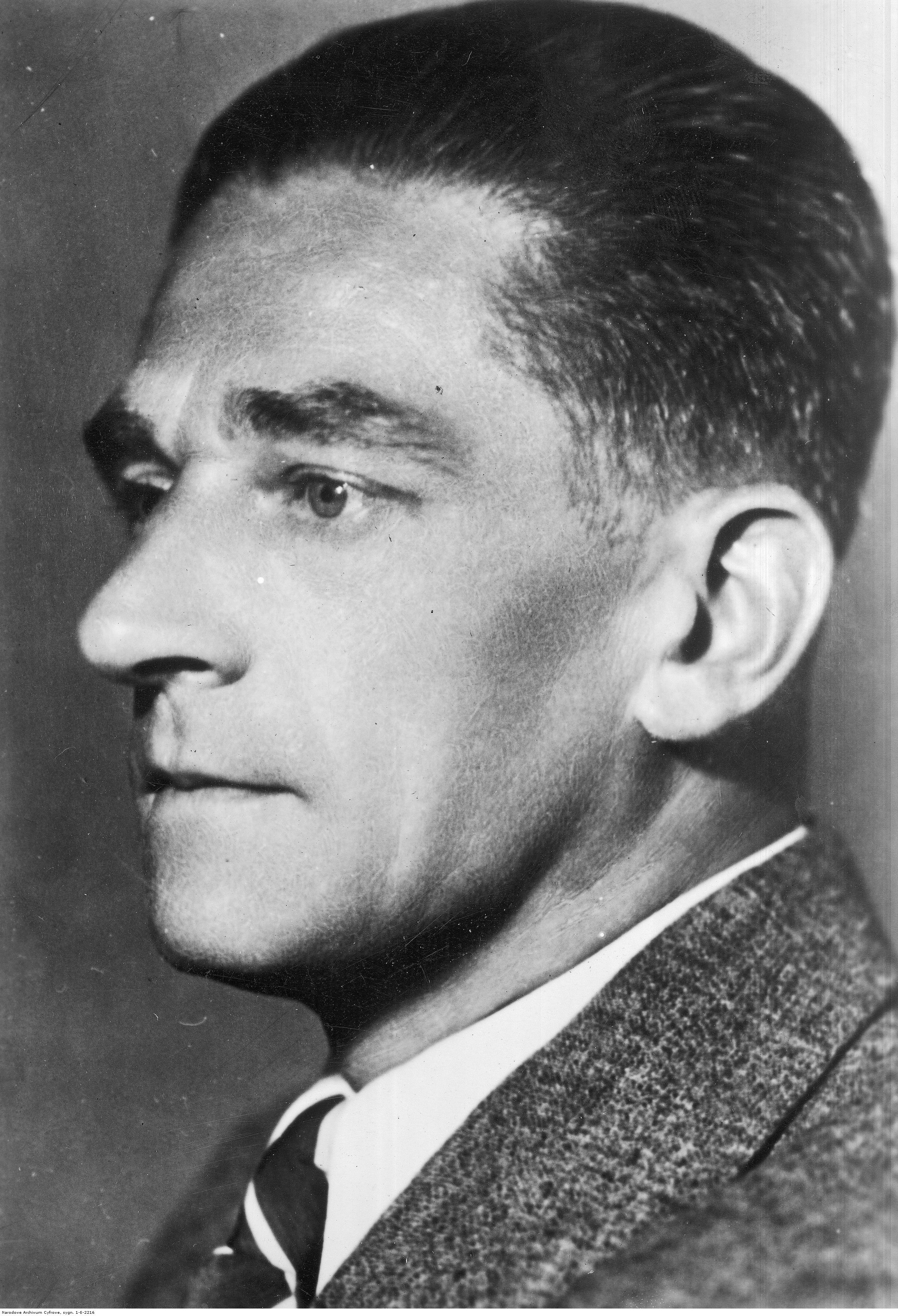
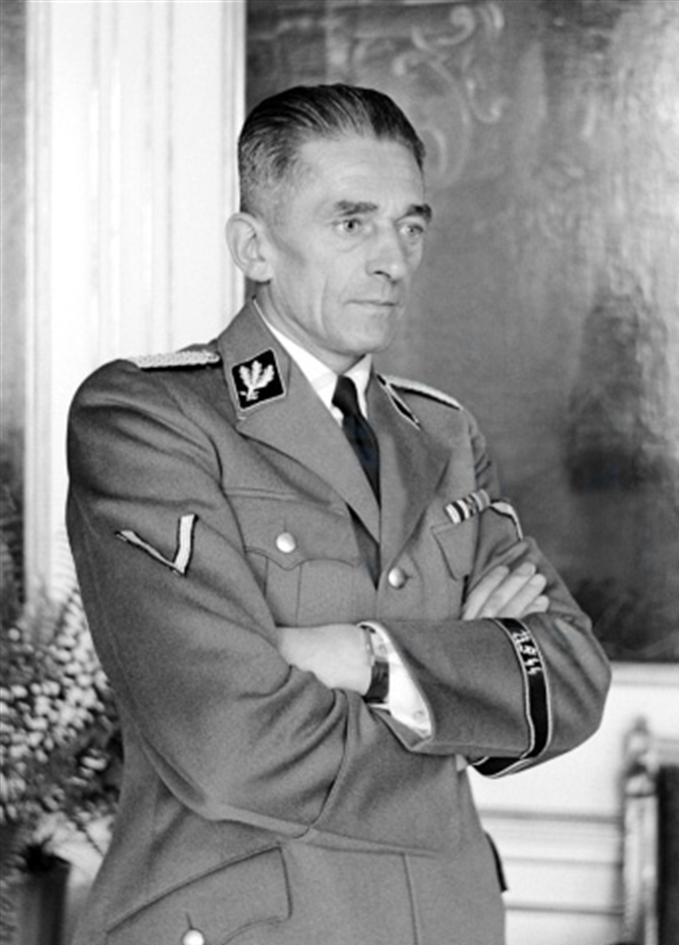
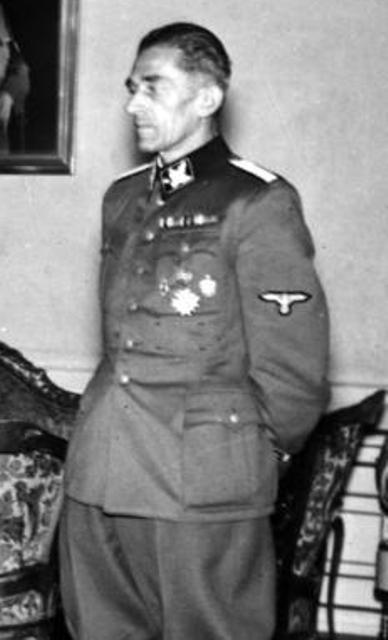
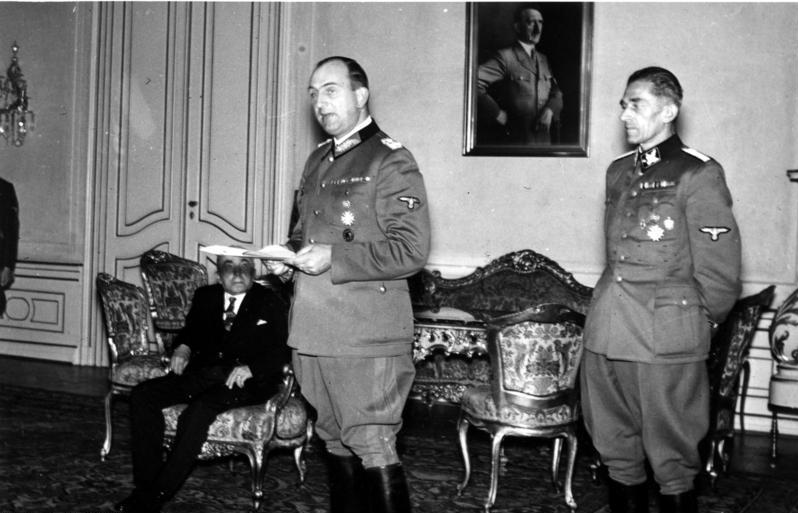
Зліва направо: Еміл Гаха, Курт Далюге і Франк.
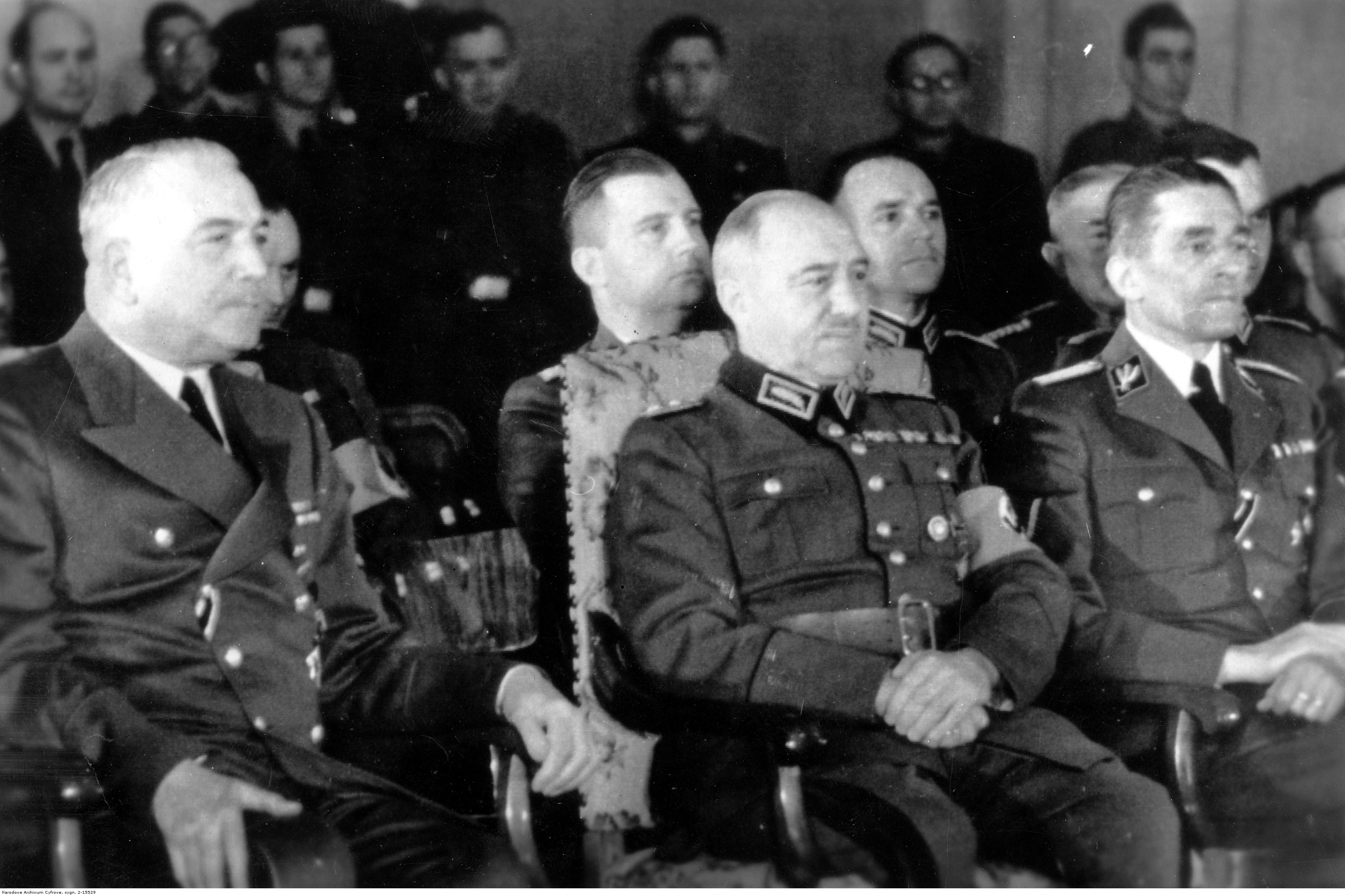
Зліва направо: Константін фон Нойрат, Константін Гірль і Франк.
Франк (праворуч) і Рейнгард Гейдріх в Празькому граді.
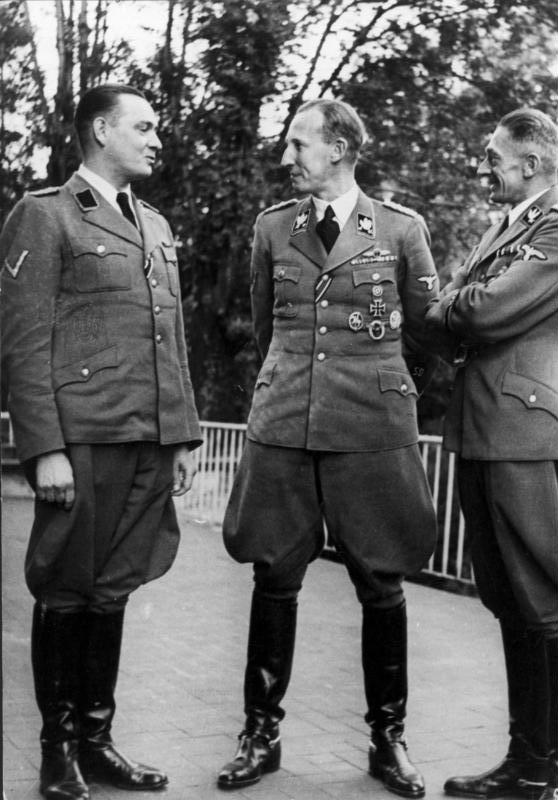
Зліва направо:Горст Беме, Рейнгард Гейдріх і Франк (вересень 1941).